# 師纂
師纂（？—264年），三國時期曹魏將領。

## 生平
曾為司馬昭的主簿，滅蜀前因鄧艾反對伐蜀，司馬昭調任師纂為鄧艾司馬說服鄧艾。

### 魏滅蜀之戰
景耀六年（公元263年），鄧艾派其子鄧忠及師纂等，從左右兩面進攻諸葛瞻所率蜀軍。魏軍失利，鄧艾大怒，揚言要斬鄧忠、師纂，命二人再戰以將功補過。結果二人大破蜀軍，斬殺諸葛瞻及尚書張遵、黃崇、羽林右部督李球等人，魏軍進佔綿竹，並立即進軍成都。蜀漢亡後，鄧艾以師纂領益州刺史、隴西太守牽弘等領蜀中諸郡。鍾會、胡烈、師纂等聯手上奏密報司馬昭說鄧艾居功自傲，想要謀反，司馬昭命鍾會把鄧艾關進囚車押解回朝。

### 鍾會之亂餘波
景元五年（公元264年），鐘會、姜維作亂身死，衛瓘自認為當時和鍾會一起誣陷鄧艾，擔心會有變故，於是遣田續等討伐鄧艾，於綿竹西相遇，將鄧艾、鄧忠和師纂等人殺死，據說師纂死時已體無完膚。